# Álvaro de Albornoz

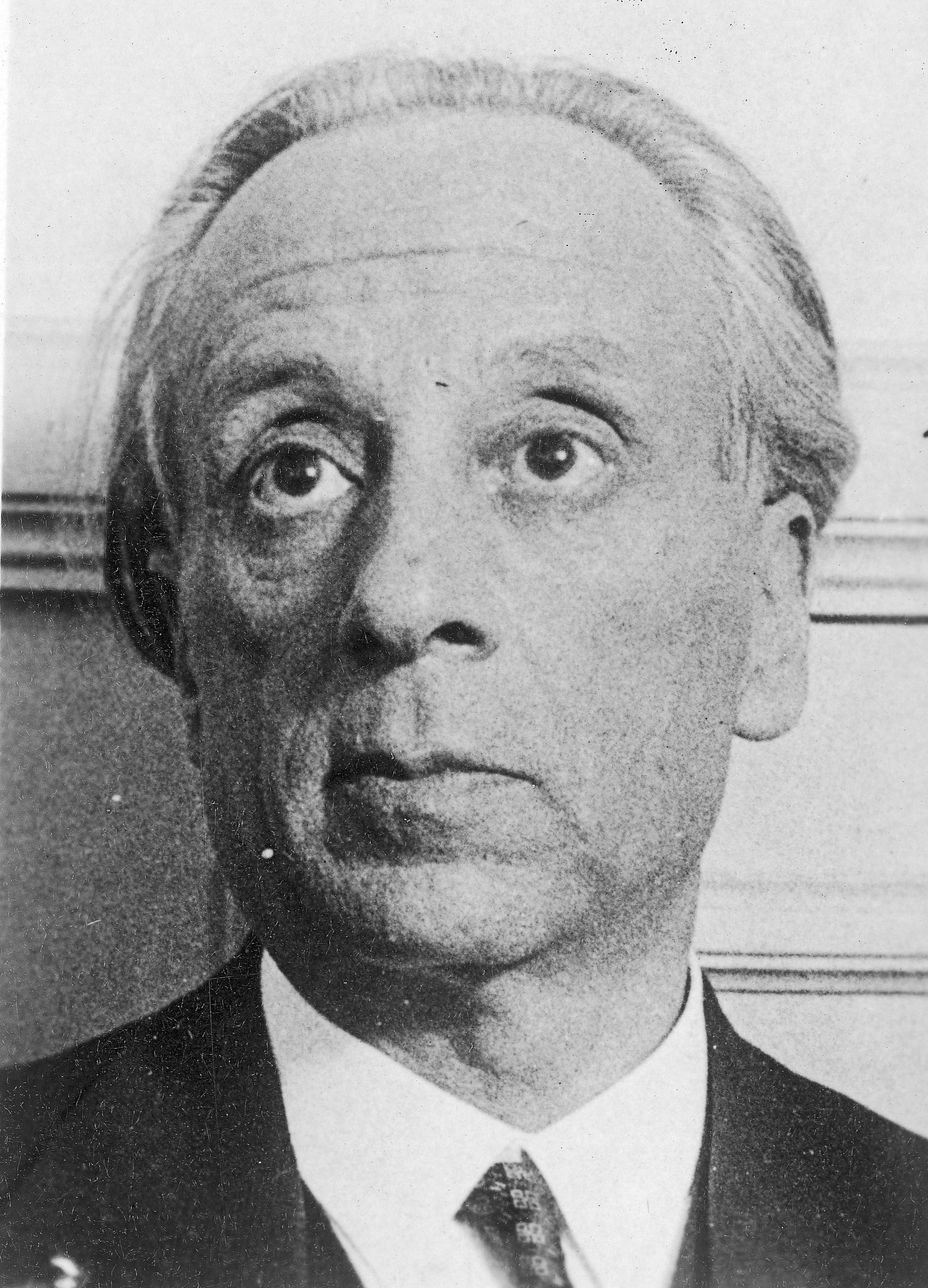
Álvaro de Albornoz

Álvaro de Albornoz y Liminiana (* 13. Juni 1879 in Luarca, Asturien; † 22. Oktober 1954 in Mexiko) war ein spanischer Rechtsanwalt, Autor und Politiker.

## Biografie

### Frühes Leben
Álvaro studierte Jura an der Universität in Oviedo. Während seiner Studienzeit kam er mit der Republikanischen Partei in Oviedo, die in intellektuellen Zirkeln sehr bekannt war, in Kontakt. Einige seiner Professoren waren Leopoldo Alas „Clarín“ und Adolfo Álvarez Buylla, ein Marxist und der Begründer des soziologischen Seminars in der Fakultätsbibliothek. Albornoz verließ Oviedo und ging nach Madrid, wo er von Francisco Giner de los Ríos und der „Institución Libre de Enseñanza“ beeinflusst wurde. Während dieser Jahre wurden seine soziale und politische Weltanschauung geformt und bestätigt.
An seinen Geburtsort Luarca zurückgekehrt, arbeitete er zehn Jahre als Rechtsanwalt. Er wurde ein aktiver Sozialist und schrieb für „La Aurora Sozial“, eine politische Zeitung in Astrein. 1909 wurde er Mitglied im Partido Republicano Radical. 1910 wurde er zum Abgeordneten für Saragossa. Albornoz erfüllte diese Position bis zu den Wahlen 1914. Danach kehrte er der Politik und der Partei den Rücken, um als Rechtsanwalt zu praktizieren und sich mehr dem Schreiben zu widmen.

### Politische Karriere
Erst 1929 gründete Albornoz im „Cárcel Modelo de Madrid“ zusammen mit Marcelino Domingo eine neue Partei Partido Radical Socialista, welche 1934 mit anderen Parteien fusionierte und zur „Izquierda Republicana“ wurde.
Vor dem Kriegsgericht wurde Albornoz 1930 von Victoria Kent verteidigt.
Er bekleidete viele Ämter. Unter anderem war er Mitglied des revolutionären Komitees von 1930, 1931 gewählter Abgeordneter in den „Cortes Constituantes de la Républica“ für Oviedo, und Justizminister und Minister für Inlandsentwicklung. Während seiner Amtszeit löste er die Jesuiten („Compañía de Jesus“) auf, führte die Scheidung ein, kürzte das Budget für den „Kult und Klerus“ und änderte die Regeln, die für religiöse Vereinigungen galten.
Albornoz wurde später der erste Präsident des „Tribunal de Garantías Constitucionales“. Am 27. Juli 1936 wurde er zum Pariser Botschafter der Republik ernannt.
Als er bereits im mexikanischen Exil lebte, wurde er zum Präsidenten der Republik im Exil ernannt und bekleidete dieses Amt vom 11. Mai 1940 bis 27. Juni 1945. Er wurde auch zum „Jefe del Gobierno Republicano“ von 1947 bis 1951 ernannt und füllte dieses Amt also zwei Legislaturperioden lang.

## Familie
Albornoz war verheiratet mit Amalia Salas. Sie hatten zwei Kinder, den Sohn Alvaro II und die Tochter Concha.
Er war der Onkel von Severo Ochoa, ein Nobelpreisträger für Physiologie und Medizin. Er war auch der Großonkel von Aurora de Albornoz, eine Dichterin und Literaturkritikerin.

## Schriften
- La Instrucción, el ahorro y la moralidad de las clases trabajadoras (1900)
- No liras, lanzas (1903)
- Individualismo y socialismo (1908)
- Ideario radical (1913)
- El partido republicano (1918)
- El temperamento español, la democracia y la libertad (1921)
- La tragedia del estado español (1925)
- La Democracia (1925)
- Intelectuales y hombres de acción (1927)
- La Libertad (1927)
- El gran collar de la justicia (1930)
- El gobierno de los caudillos militares (1930)
- La política religiosa de la República (1935)
- Al servicio de la República. De la Unión Republicana al Frente Popular. Criterios de Gobierno (1936)
- Páginas del destierro (1941)
- Semblanzas españolas (1954)